# Тернер, Арчи
А́ртур Те́рнер (англ. Arthur Turner), более известный как А́рчи Те́рнер (англ. Archie Turner; 9 января 1877 — 4 апреля 1925) — английский футболист, крайний правый нападающий. Наиболее известен по выступлениям за футбольные клубы «Саутгемптон», «Дерби Каунти», «Ньюкасл Юнайтед» и «Тоттенхэм Хотспур», также провёл два матча за национальную сборную Англии.

## Футбольная карьера
Уроженец Фарнборо, Тернер начал футбольную карьеру в клубе «Олдершот Норт Энд» в 1892 году. Два года спустя присоединился к клубу «Саут-Фарнборо», где играл ещё четыре года. Затем выступал за «Сент-Майклс». В 1899 году стал игроком «Саутгемптона».
В сезоне 1899/1900 помог «святым» дойти до финала Кубка Англии, в котором они проиграли клубу «Бери» со счётом 0:4.
17 марта 1900 года Тернер дебютировал за национальную сборную Англии в матче Домашнего чемпионата против сборной Ирландии на стадионе «Лэнсдаун Роуд» в Дублине. Матч завершился победой англичан со счётом 2:0. 9 марта 1901 года провёл свою вторую (и последнюю) игру за сборную Англии, сыграв против сборной Ирландии в Саутгемптоне. Англичане победили со счётом 3:0.
В сезоне 1900/01 помог «Саутгемптону» выиграть Южную лигу, а год спустя вновь сыграл в финале Кубка Англии, в котором «святые» в переигровке проиграли клубу «Шеффилд Юнайтед».
Тернер выступал на позиции крайнего правого нападающего. В книге The Alphabet of the Saints утверждается, что он был «мастером точных подач в центральную зону… его недостатком было нежелание самому наносить удары, предпочитая находить коллегу, который, возможно, находился в недостаточно многообещающей позиции».
Летом 1902 года перешёл в «Дерби Каунти», где играл вместе с легендарным Стивом Блумером. Однако уже в январе 1903 года покинул «баранов», перейдя в «Ньюкасл Юнайтед». В феврале 1904 года присоединился к лондонскому клубу «Тоттенхэм Хотспур», а летом того же года вернулся в «Саутгемптон». В 1905 году вернулся в «Саут-Фарнборо», где выступал вплоть до войны.

## Достижения
«Саутгемптон»
- Чемпион Южной лиги: 1900/01
- Финалист Кубка Англии: 1900, 1902

Сборная Англии
- Победитель Домашнего чемпионата Великобритании: 1892, 1901

## Статистика выступлений
| Клуб              | Сезон            | Лига             | Лига | Лига | Кубок | Кубок | Итого | Итого |
| Клуб              | Сезон            | Дивизион         | Игры | Голы | Игры  | Голы  | Игры  | Голы  |
| ----------------- | ---------------- | ---------------- | ---- | ---- | ----- | ----- | ----- | ----- |
| Саутгемптон       | 1899/00          | Южная лига       | 20   | 7    | 6     | 3     | 26    | 10    |
| Саутгемптон       | 1900/01          | Южная лига       | 20   | 7    | 1     | 0     | 21    | 7     |
| Саутгемптон       | 1901/02          | Южная лига       | 25   | 9    | 8     | 3     | 33    | 12    |
| Саутгемптон       | Итого            | Итого            | 65   | 23   | 15    | 6     | 80    | 29    |
| Дерби Каунти      | 1902/03          | Первый дивизион  | 21   | 1    | 0     | 0     | 21    | 1     |
| Ньюкасл Юнайтед   | 1902/03          | Первый дивизион  | 12   | 1    | 0     | 0     | 12    | 1     |
| Ньюкасл Юнайтед   | 1903/04          | Первый дивизион  | 1    | 0    | 0     | 0     | 1     | 0     |
| Ньюкасл Юнайтед   | Итого            | Итого            | 13   | 1    | 0     | 0     | 13    | 1     |
| Тоттенхэм Хотспур | 1903/04          | Южная лига       | 6    | 5    | 0     | 0     | 6     | 5     |
| Саутгемптон       | 1904/05          | Южная лига       | 13   | 1    | 0     | 0     | 13    | 1     |
| Всего за карьеру  | Всего за карьеру | Всего за карьеру | 118  | 31   | 15    | 6     | 133   | 37    |

## Вне футбола
Занимался семейным бизнесом в Фарнборо. Умер в апреле 1925 года от туберкулёза.